# Valseca
Valseca es un municipio y localidad española de la provincia de Segovia, en la comunidad autónoma de Castilla y León. Cuenta con una población de 218 habitantes (INE 2024).
El municipio está situado en el Camino de Santiago de Madrid. Entre su término municipal y Zamarramala se encuentra el despoblado medieval de Boones o Bohones y entre su término municipal y el de Bernuy de Porreros  el despoblado celtíbero de San Medel.

## Geografía

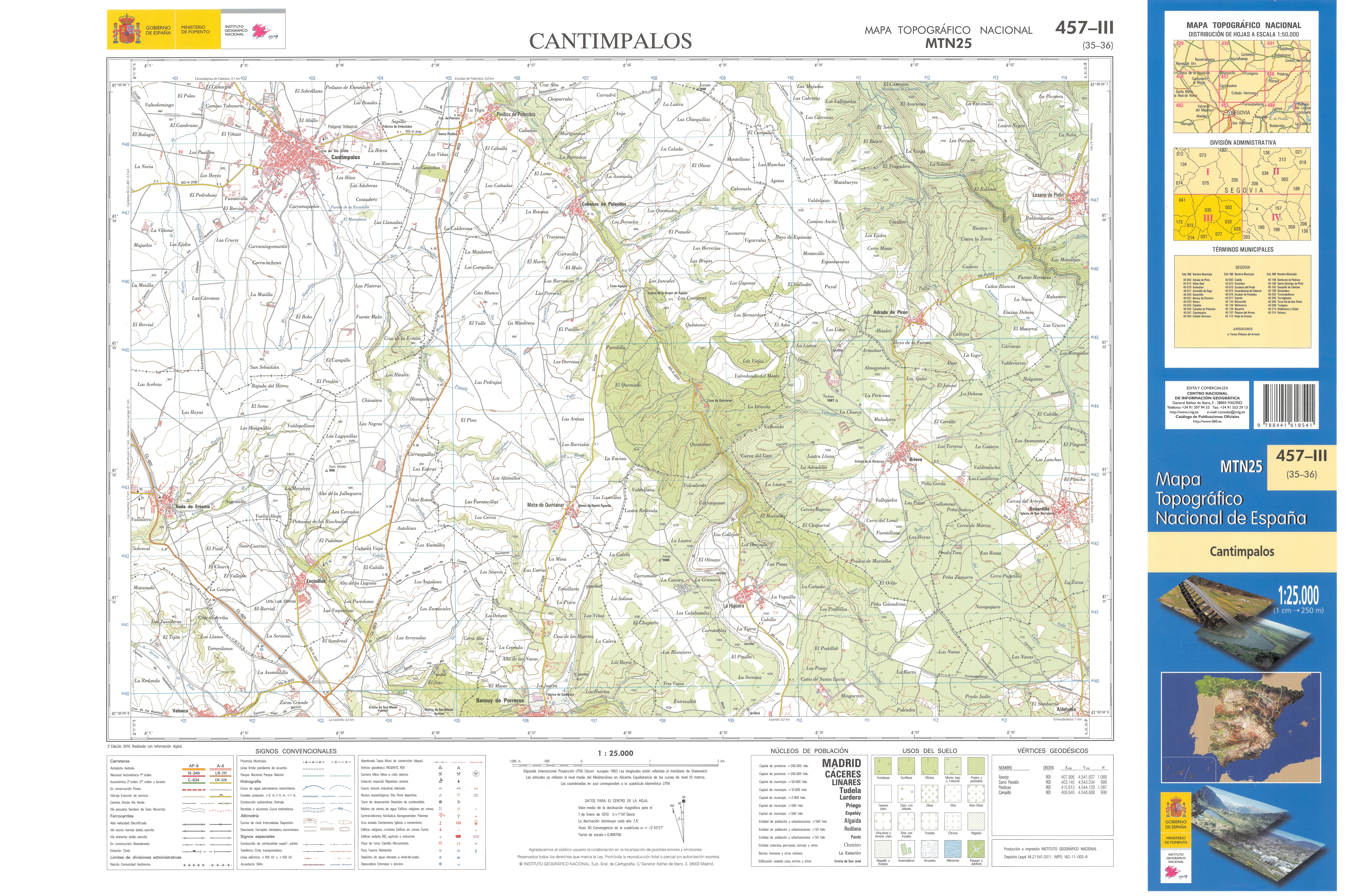
Fragmento de la hoja 457 del Mapa Topográfico Nacional de España de 2010 en el que se representa la parte norte de Valseca

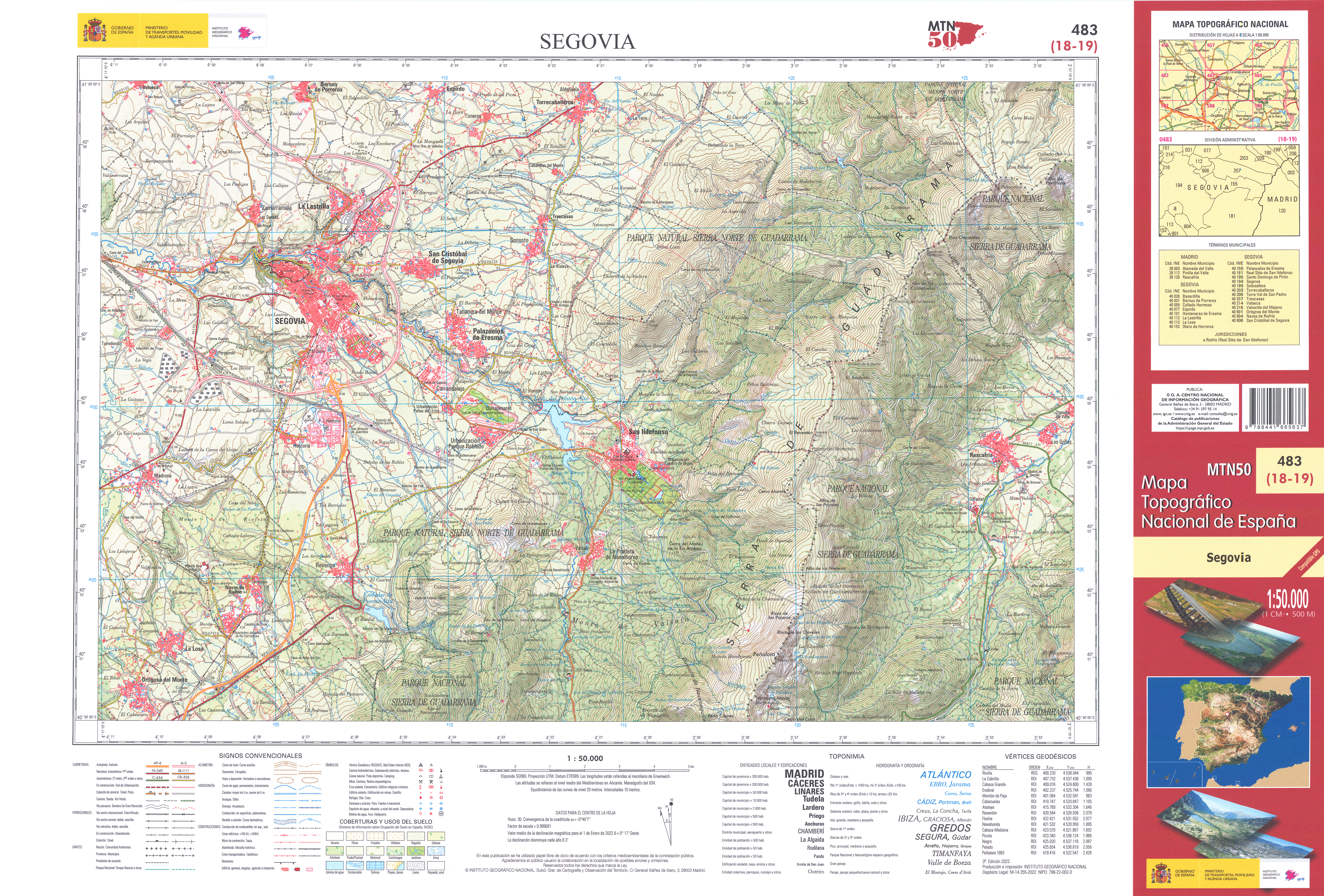
Fragmento de la hoja 483 del Mapa Topográfico Nacional de España de 2022 en el que se representa parte sur de Valseca

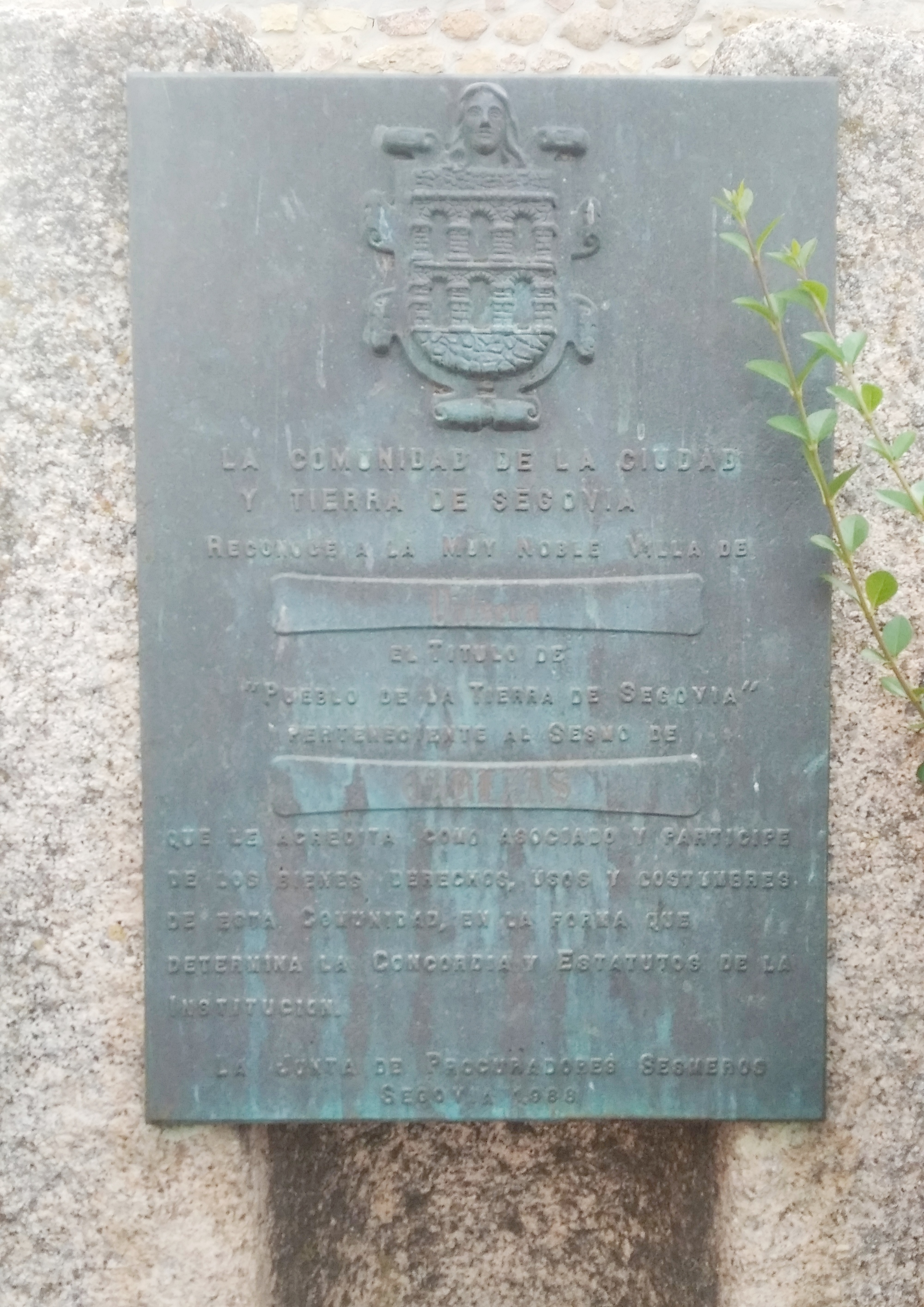
Documento en el que se reconoce a Valseca como Pueblo de la Tierra de Segovia perteneciente al Sexmo de Cabezas

| Noroeste: Los Huertos          | Norte: Roda de Eresma, Encinillas               | Noreste: Cabañas de Polendos   |
| Oeste: Los Huertos             |                                                 | Este: Bernuy de Porreros       |
| Suroeste: Hontanares de Eresma | Sur: Valverde del Majano, Zamarramala (Segovia) | Sureste: Zamarramala (Segovia) |

## Historia
En plena Edad Media, Valseca se identificaba con el mismo nombre, Val Seca, aunque en el siglo XVI adoptó el de Valseca de Boones o Bohones, por pertenecer a él, el despoblado del mismo nombre Bohones o Buhones, así como los de Maletas, San Martín de Hazuela y San Medel, cuya portada de su iglesia románica fue trasladada a la Cárcel Real de Segovia, asimismo en algunos documentos antiguos aparece con la denominación ‘Val feca’ o ‘Balseca’. Desde que existen registros, Valseca perteneció al sexmo de Cabezas y a la Comunidad de Villa y Tierra de Segovia.

## Geografía humana

### Demografía
Cuenta con una población de 218 habitantes (INE 2024).
| Gráfica de evolución demográfica de Valseca entre 1842 y 2021                                                         |
| |
| Población de derecho según los censos de población del INE. Población de hecho según los censos de población del INE. |

### Economía
La economía de Valseca está dominada principalmente por el sector primario. La agricultura de la zona es, principalmente, extensiva basada en los cultivos de secano, sobre todo cereales. Es importante destacar sus garbanzos, agrupados en la Marca de Garantía "Garbanzo de Valseca", gordos y suaves como la manteca.

## Símbolos
El escudo heráldico que representa al municipio se blasona de la siguiente manera:

«Escudo partido. Primero de oro con un ramo de azucenas de su color. Sezundo, de zules, con un acueducto de planta de dos órdenes, puesto sobre peñas. Bordura general de sinople con ocho bezantes de oro. Timbrado de la corona real española.»
Boletín Oficial de Castilla y León nº 95/1993 de 21 de mayo de 1993

La descripción textual de la bandera es la siguiente:

«Bandera cuadra, de color amarillo, con el escudo municipal al centro, en sus colores, rodeado de doce bezantes verdes.»
Boletín Oficial de Castilla y León nº 95/1993 de 21 de mayo de 1993

## Administración y política
Lista de alcaldes
| Periodo   | Nombre                                                                    | Partido |
| --------- | ------------------------------------------------------------------------- | ------- |

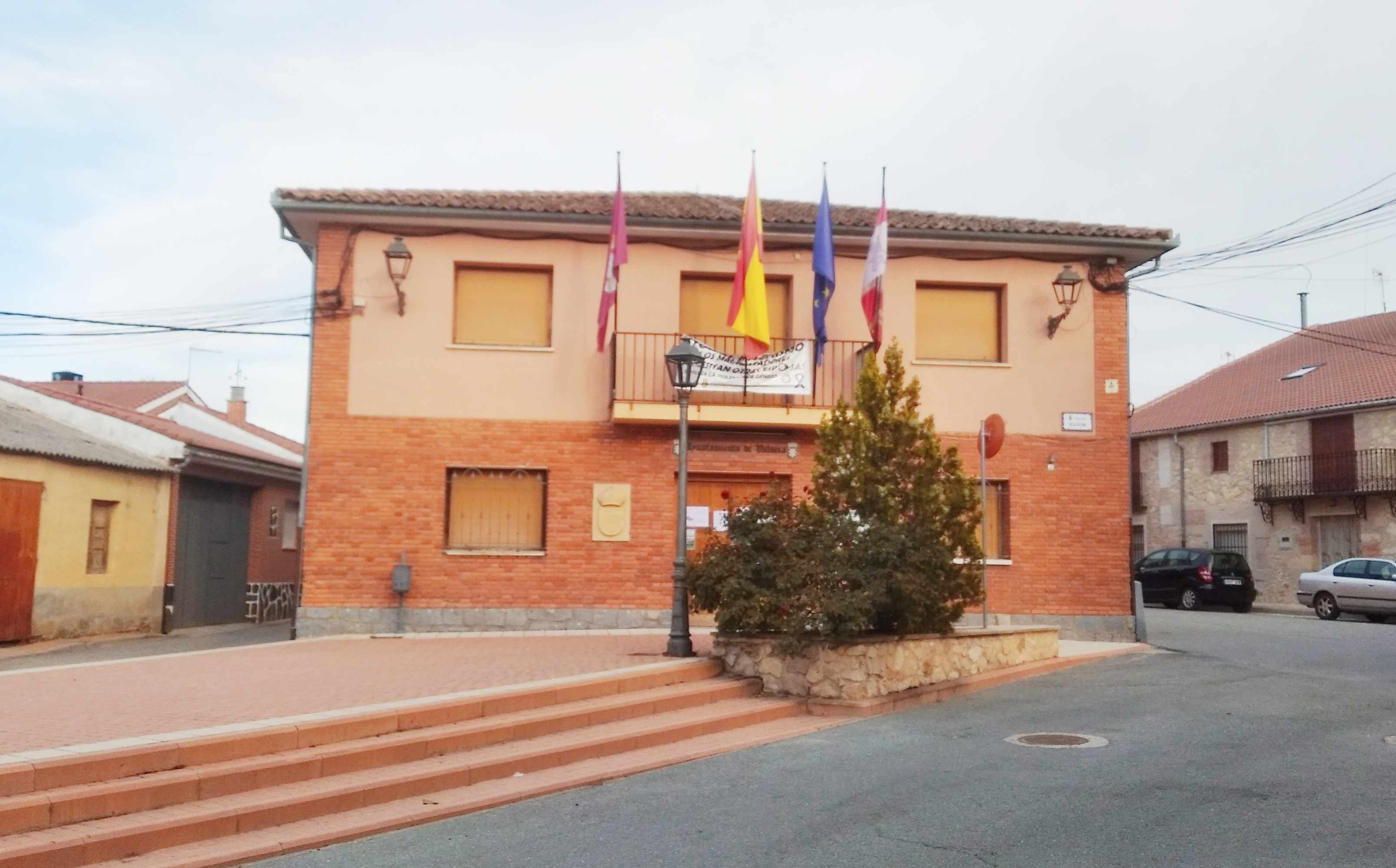
Casa consistorial de Valseca, sede del ayuntamiento

| 1979-1983 | Francisco de Marcos Sanz                                                  | UCD     |
| 1983-1987 | Cruz del Pozo Montes                                                      | PSOE    |
| 1987-1991 | Crescencio Manso Herrero                                                  | UC-CDS  |
| 1991-1995 | Miguel Ángel Palacios Hijosa                                              | PSOE    |
| 1995-1999 | Miguel Ángel Palacios Hijosa                                              | IU      |
| 1999-2003 | Miguel Ángel Palacios Hijosa                                              | PSOE    |
| 2003-2007 | Miguel Ángel Palacios Hijosa                                              | PSOE    |
| 2007-2011 | Miguel Ángel Palacios Hijosa                                              | PSOE    |
| 2011-2015 | José Luis Prados Benito (2011-2012)Julio César Agudo Cuadrado (2012-2015) | PP      |
| 2015-2019 | Alfonso Javier Gil Benito                                                 | PP      |
| 2019-2023 | Alfonso Javier Gil Benito                                                 | PP      |
| 2023-act. | Roberto Alonso Alonso                                                     | PP      |

## Autobuses

Plano Metropolitano Segovia donde aparecen las líneas a su paso por Valseca

Valseca forma parte de la red de transporte Metropolitano de Segovia que va recorriendo los distintos pueblos de la provincia.
| Línea | Trayecto                                                                                   |
| ----- | ------------------------------------------------------------------------------------------ |
| M2    | Encinillas - Segovia (por el Casino La Unión, Hontanares de Eresma, Los Huertos y Valseca) |

## Cultura

### Patrimonio
- La iglesia parroquial de Valseca se dedica a Nuestra Señora de la Asunción, y se dice que es uno de los mejores templos de estilo barroco de la provincia de Segovia, pues sobre su fábrica destaca su gran torre, rematada con cimborrio. Su planta es de cruz latina, está cubierta con bóveda sobre pechinas en el crucero. Fue diseñada por el arquitecto Domingo Díaz Gamones, destacando dentro de ella su retablo mayor neoclásico y otro lateral barroco dedicado a santa Catalina de Siena. Junto a estas obras de arte también sobresalen, su cruz procesional y un cáliz del siglo XVI.

- La ermita de San Roque, a las afueras del pueblo se localiza que tiene un espléndido retablo renacentista con pinturas del llamado Maestro de Valseca.
- Ermita del Santo Cristo del Humilladero, localizable en el camino de Carbonero de Ahusín, que ha sido recientemente restaurada, pues es un original edificio de planta octogonal construido en el siglo XVI, dentro del cual sobresalen las imágenes de su calvario de san Juan y la Magdalena, así como la del propio Cristo. En esta ermita, y durante los oficios religiosos de la Semana Santa (Viernes Santo), se lleva a cabo el conocido canto de la Salve a la Dolorosa.
- Ruinas de la iglesia de San Medel, actual ermita[10]

- Geomuseo de minerales de Valseca[11]
- Ruinas y restos celtíberos de San Medel

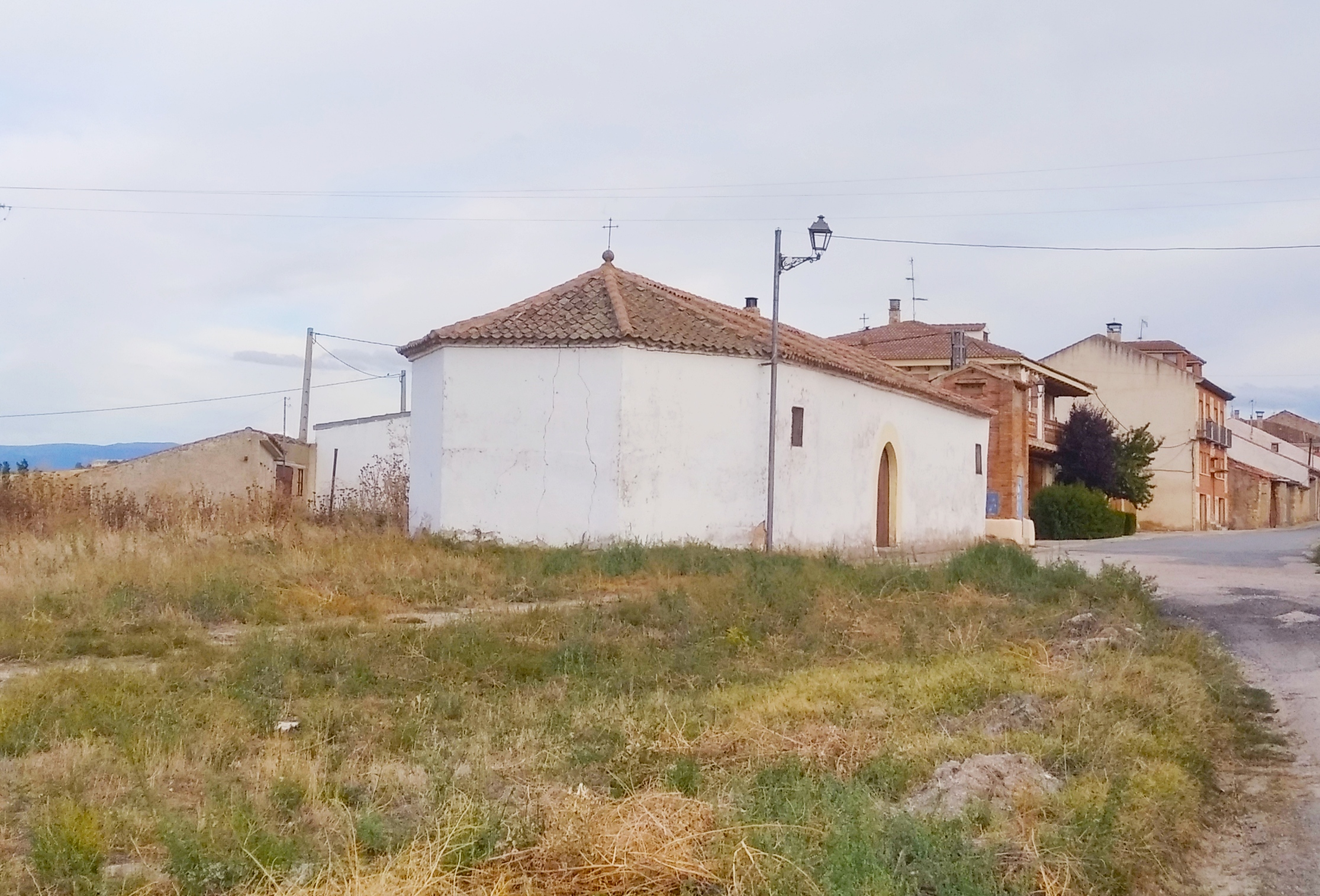
Parque de Los Caños[12]  - Ermita de Santo Cristo del Humilladero junto al camino de Carbonero de Ahusín
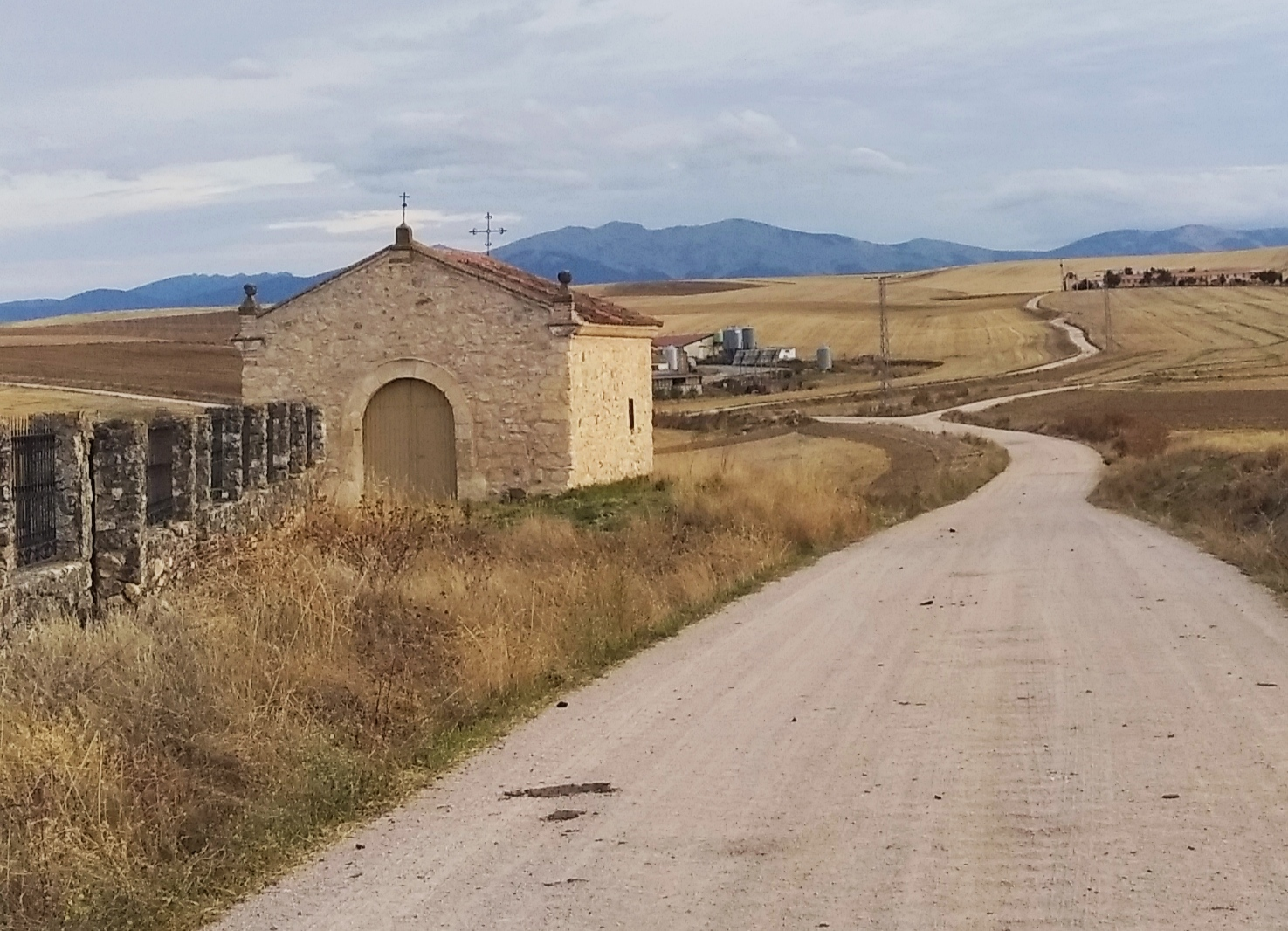
Ermita de San Roque junto al Camino de Santiago de Madrid
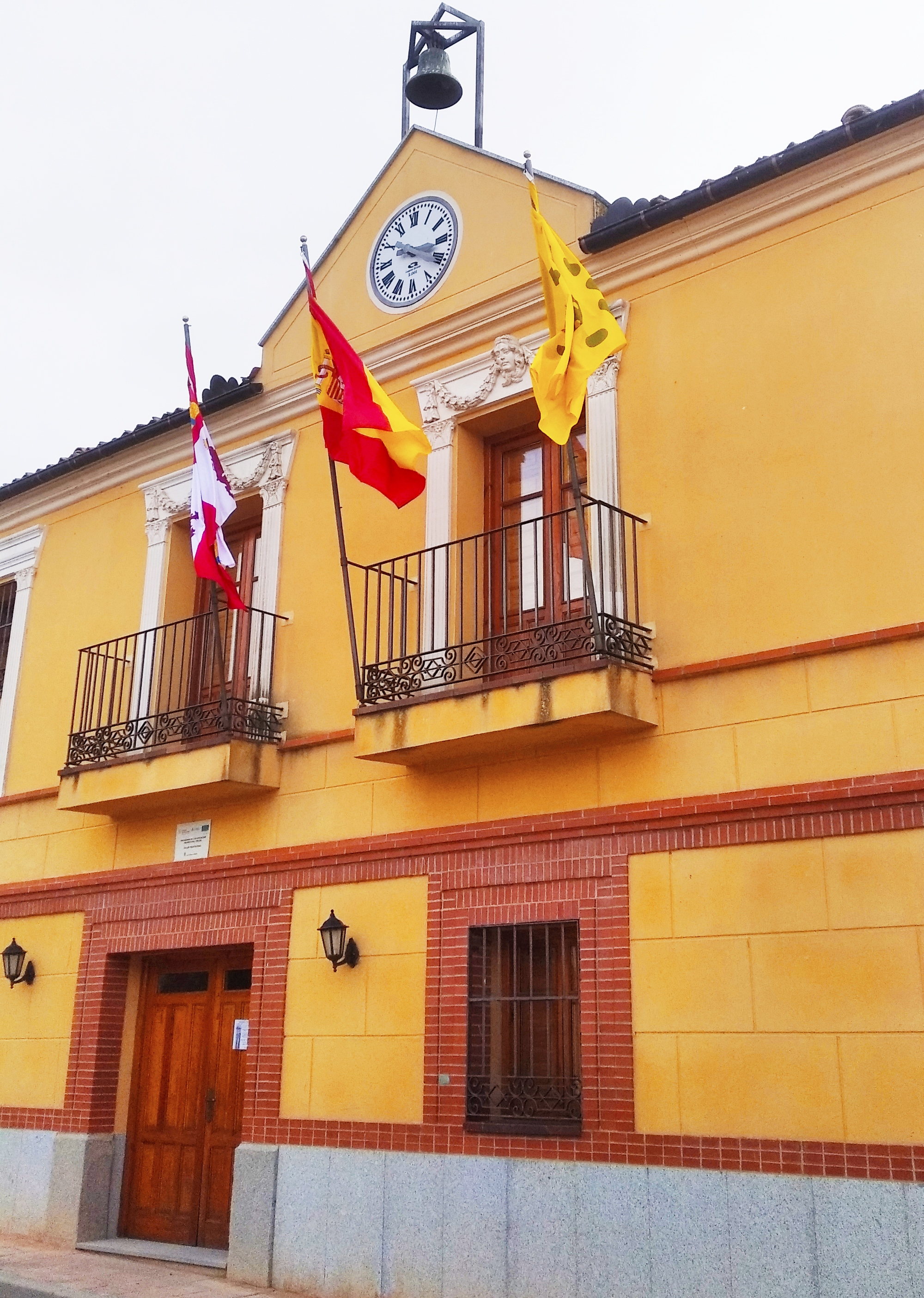
Geomuseo de minerales de Valseca
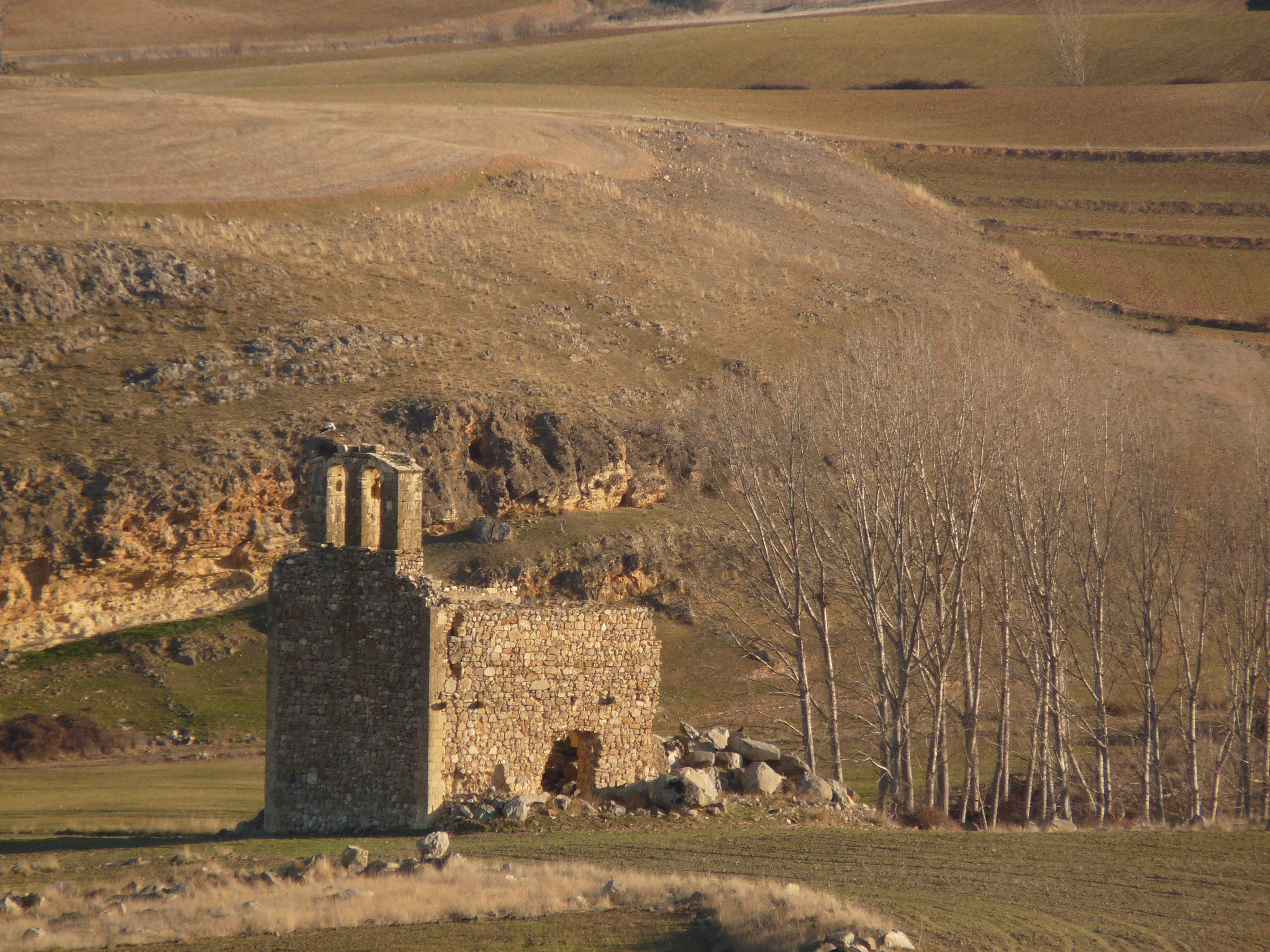
Ruinas de la iglesia de San Medel
  - Ermita de San Roque junto al Camino de Santiago de Madrid
  - Geomuseo de minerales de Valseca
  - Ruinas de la iglesia de San Medel

### Fiestas
- Santa Águeda (5 de febrero).
- San Isidro Labrador (15 de mayo).
- San Antonio de Padua (13 de junio).
- Nuestra Señora de la Asunción (último fin de semana de julio o primero de agosto).